# Zenòfanes
Zenòfanes (en llatí Zenophanes, en grec antic Ζηνοφάνης) fou un escriptor grec, mencionat dues vegades per Ateneu de Naucratis.
Sembla que va escriure una obra sobre parentius personals anomenada τὸ συγγενικόν. Estrabó l'anomena Zenòfanes i també apareix aquest nom en alguna inscripció, però algun erudit proposa canviar el nom per Xenòfanes.